# Guido de Cortona

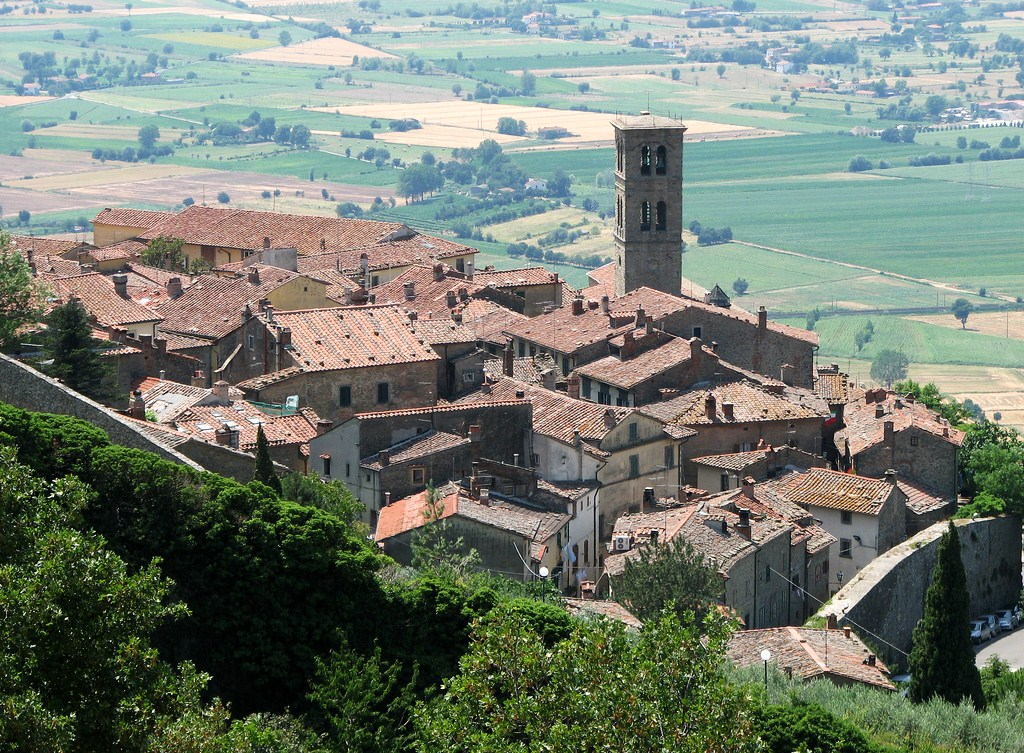
Vista de Cortona.

Guido de Cortona, también llamado Guido Pagnottelli o Gui Vagnottelli  (Cortona, 1187 - 1247) fue un presbítero y fraile franciscano italiano. Es venerado como beato por la Iglesia católica.
Guido nació en una familia acomodada y tuvo una juventud agitada, pero a raíz de oír la predicación de un franciscano, cambió de vida. En 1211, hospedó en su casa a Francisco de Asís, a quien confió que quería ser discípulo. Cuando le preguntó qué tenía que hacer, Francisco le dijo que repartiera sus bienes entre los pobres y quedara libre, y Guido lo hizo así. Al día siguiente, recibió el hábito de la Orden de los Frailes Menores y fundó el convento de Santa Maria di Cortona. Fue ordenado sacerdote, recibiendo del mismo Francisco el permiso para predicar. Dedicó su vida a la predicación, la plegaria y la caridad, adquiriendo fama de santidad, especialmente en su ciudad natal.

## Veneración
Al morir fue sepultado en Santa Maria di Cortona, en un sepulcro de mármol; la cabeza, sin embargo, estuvo separada y custodiada en el pozo de la iglesia hasta que en 1945 volvió a ser reunido en el cuerpo y puesta en el altar de la catedral de Cortona. Fue beatificado por Gregorio XIII en 1583. Su memoria litúrgica es el 12 de junio.

## Leyendas
Se le atribuyeron milagros, como haber convertido agua en vino, haber multiplicado sacos de harina, curar un paralítico y resucitar a una chica que se había caído a un pozo.
Según otra leyenda, antes de morir, Francisco de Asís, muerto hacía veinte años, se le apareció para anunciarle cuándo moriría.